# Neuroleon (Ganussa) delicatus
Neuroleon (Ganussa) delicatus is een insect uit de familie van de mierenleeuwen (Myrmeleontidae), die tot de orde netvleugeligen (Neuroptera) behoort. 
Neuroleon (Ganussa) delicatus is voor het eerst wetenschappelijk beschreven door Hölzel in 1983.